# Ignacio Moisés I Daoud
Ignacio Moisés I Daoud, en árabe: إغناطيوس موسى الاول داود  Ignatius Musa Dawud, (Meskané, Siria, 18 de septiembre de 1930 - Roma, 7 de abril de 2012) Patriarca ad personam y Cardenal de la Iglesia romana, Patriarca emérito de Antioquía de los Sirianos y Prefecto emérito de la Congregación para las Iglesias Orientales.

## Biografía
Conocido en el siglo como Basile (castellano: Basilio). Empezó estudiando en el Seminario Sirio de San Benito y San Efrén de Jerusalén. Después al Seminario de Charfet, Líbano donde profundizó en filosofía y teología. Se licenció en Derecho Canónico por la Pontificia Universidad Laterana de Roma. Dominó el árabe, francés e italiano. Ordenado sacerdote en 1954 en Charfet. como presbítero desempeñó el oficio de secretario del Patriarca de Antioquía y ha trabajado en el tribunal eclesiástico patriarcal Beirut defendiendo el vínculo matrimonial.
En 1977 fue elegido obispo de la Eparquía de El Cairo de los sirios por el Sínodo Católico Patriarcal Sirio y Pablo VI lo nombró el 22 de julio de 1977. Consagrado por el Patriarca en el convento de Notre-Dame de la Diliverance de Charfet, Daroun en el Líbano. De ahí fue promovido a la cátedra de la Archieparchia de Homs, Hama el Nabk de los Sirios el 1 de julio de 1994.
Elegido patriarca de Antioquía de los Sirios el 13 de octubre de 1998, Líbano, por el Sínodo Católico Patriarcal Sirio. Tomó el nombre de Ignacio Moisés I. El Papa Juan Pablo II le concedió al "ecclesiastica communio", el 20 de octubre de 1998. Entronizado como patriarca el 25 de octubre de 1998. Su primera visita "ad limina Apostolorum" fue del 12 al 20 de diciembre de 1998.
El 25 de noviembre de 2000, Juan Pablo II lo nombró prefecto de la Congregación para las Iglesias Orientales y Canciller del Pontificio Instituto Oriental: renunciando al patriarcado y le fue otorgado el título de patriarca ad personam, el 8 de enero de 2001 y pocas semanas después el pontífice romano le elevó a la dignidad cardenalicia.
El 9 de junio de 2007, el Santo Padre Benedicto XVI aceptó su renuncia, presentada por motivos de edad, para el cargo de Prefecto de la Congregación para las Iglesias Orientales siendo sustituido por Leonardo Cardenal Sandri.
Se desempeñó hasta el 18 de septiembre de 2010, fecha en la que cumplió 80 años, como miembro de las Congregaciones para la Doctrina de la Fe y para las Causas de los Santos y los Consejos Pontificios para la Interpretación de textos legislativos y para la Promoción de la Unidad de los Cristianos.
Falleció el 7 de abril de 2012 a los 81 años de edad en Roma, a consecuencia de un ictus. El funeral tuvo lugar el 10 de abril a las 17 horas en el Altar de la Cátedra de la Basílica de San Pedro, su cuerpo fue devuelto a Líbano. El 16 de abril fue enterrado en la cripta de los patriarcas del monasterio Charfeh en Achrafieh.

### Honores
Gran Oficial de la Legión de Honor
- En Roma, 3 de mayo de 2007 por el embajador francés ante la Santa Sede por concesión del presidente de la República Jacques Chirac.

| Predecesor: Ignacio Antonio II Hayek | Patriarca de la Iglesia Católica Siria 1998 - 2001 | Sucesor: Ignacio Pedro VIII Abdel-Ahad |